# 홍어회

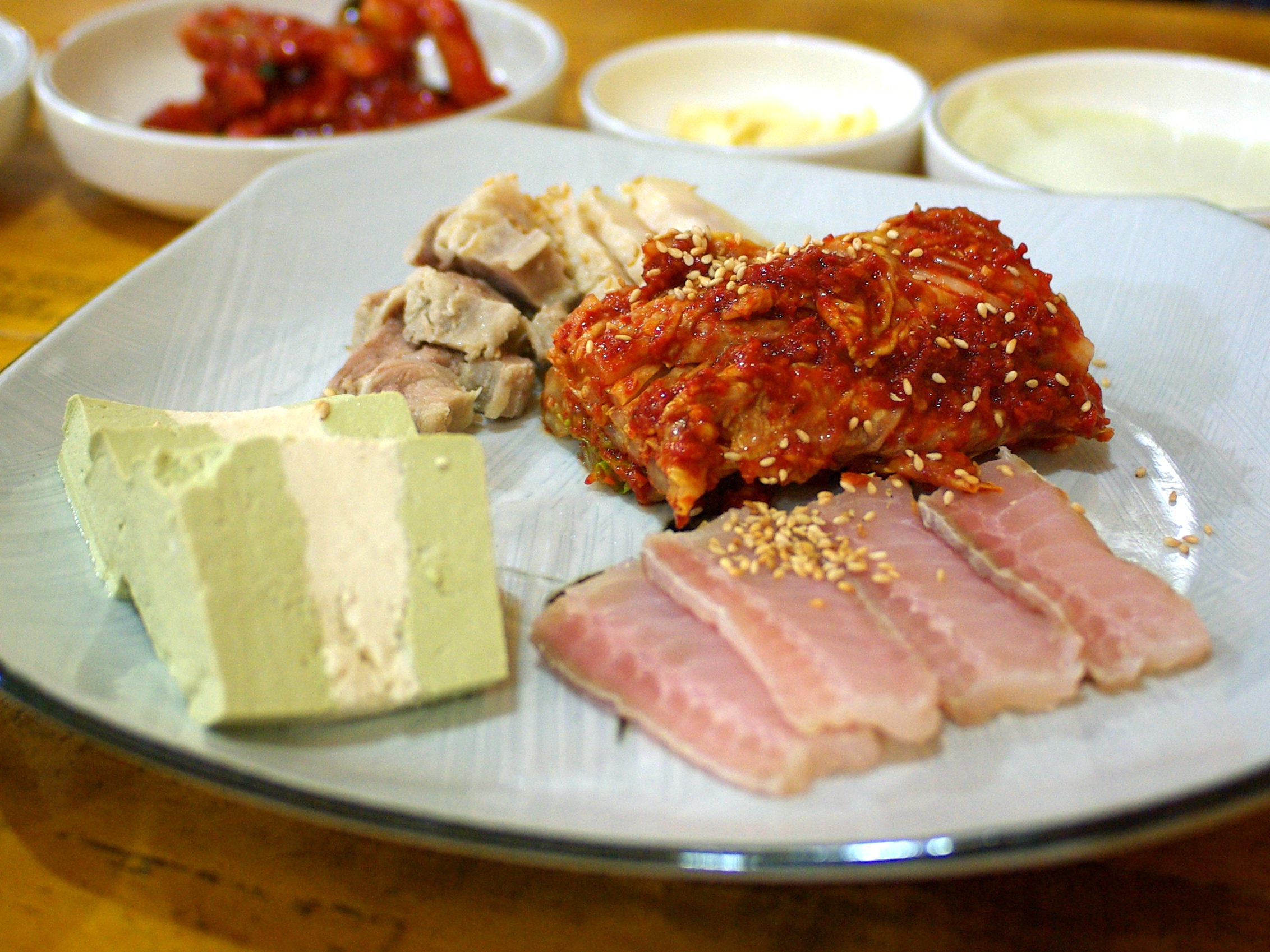
홍탁삼합

홍어회(洪魚膾)는 홍어를 날로 먹는 것을 말한다. 신선한 상태로 먹는 홍어회와 삭힌 홍어회가 있다.

## 신선한 홍어회
신선한 홍어회는 보통 고추장과 같이 무쳐 먹는다. 대한민국의 남도 지방에서는 대표적인 잔치 음식이다. 비빔냉면에 신선한 상태의 홍어회를 곁들여 회냉면으로 먹는다.

## 삭힌 홍어회
삭힌 홍어회는 목포에서 유래했다는 설과 나주에서 유래했다는 설이 있는데 쌀겨에 묻어 삭힌 홍어를 말한다. 저지방 고단백 알카리 식품으로 스태미나에 좋으며 홍어에는 질소 화합물인 요소와 암모니아와 트리메틸아민산을 많이 가지고 있어 강한 냄새와 맛을 내는 것이 특징이다. 삭힌 후에는 보통 막걸리(탁주)와 함께 먹는 것을 홍탁(洪濁)이라고도 부른다.
홍어회와 돼지고기, 묵은 김치를 같이 싸먹는 것을 홍탁삼합 또는 홍어 삼합이라고 한다. 삭힌 홍어회는 2010년 2월 12일 KBS 스펀지2.0에서 세계의 악취 발효 식품으로 선정되기도 하였으며 5,803 ppb 정도의 악취를 내는 것으로 알려져 있다.

## 같이 보기
- 과메기
- 하우카르들
- 수르스트룀밍